# Pfarrkirche Schleedorf

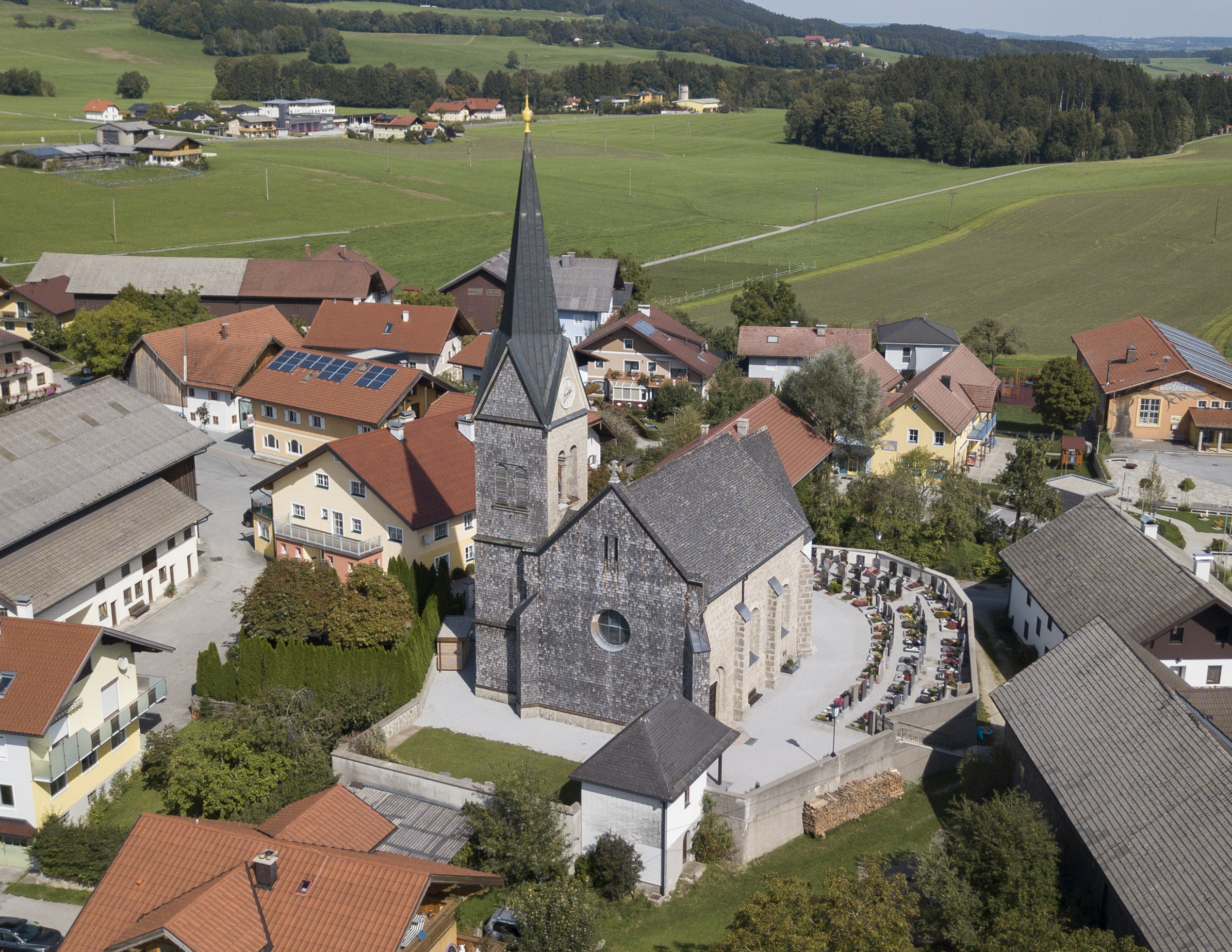
Pfarrkirche hl. Stephanus in Schleedorf

Die römisch-katholische Pfarrkirche Schleedorf steht etwas erhöht in der Ortsmitte von einem Friedhof und einer Mauer umgeben in der Gemeinde Schleedorf im Land Salzburg. Die Pfarrkirche hl. Stephanus gehört zum Dekanat Köstendorf in der Erzdiözese Salzburg. Die Kirche steht unter Denkmalschutz.

## Geschichte
Vorgängerbauten wurden 1973 ergraben, die erste Kirche war ein Holzbau aus dem 9. oder 10. Jahrhundert, die zweite Kirche war ein hochmittelalterlicher Steinbau aus dem 13. Jahrhundert. Urkundlich wurde 1379 eine Pfarre genannt. Der gotische Chor wurde im 17. Jahrhundert barockisiert. Nach einem Brand (1872) erfolgte von 1874 bis 1876 ein historisierender Neubau von Langhaus und Turm mit dem Architekten Josef Wessicken. Die Kirche wurde 1877 neu geweiht und 1891 zur Pfarrkirche erhoben. 1945/1946 war eine Renovierung. 1974 erfolgte mit dem Architekten Heinz Tesar eine Umgestaltung des Kircheninneren.

## Architektur

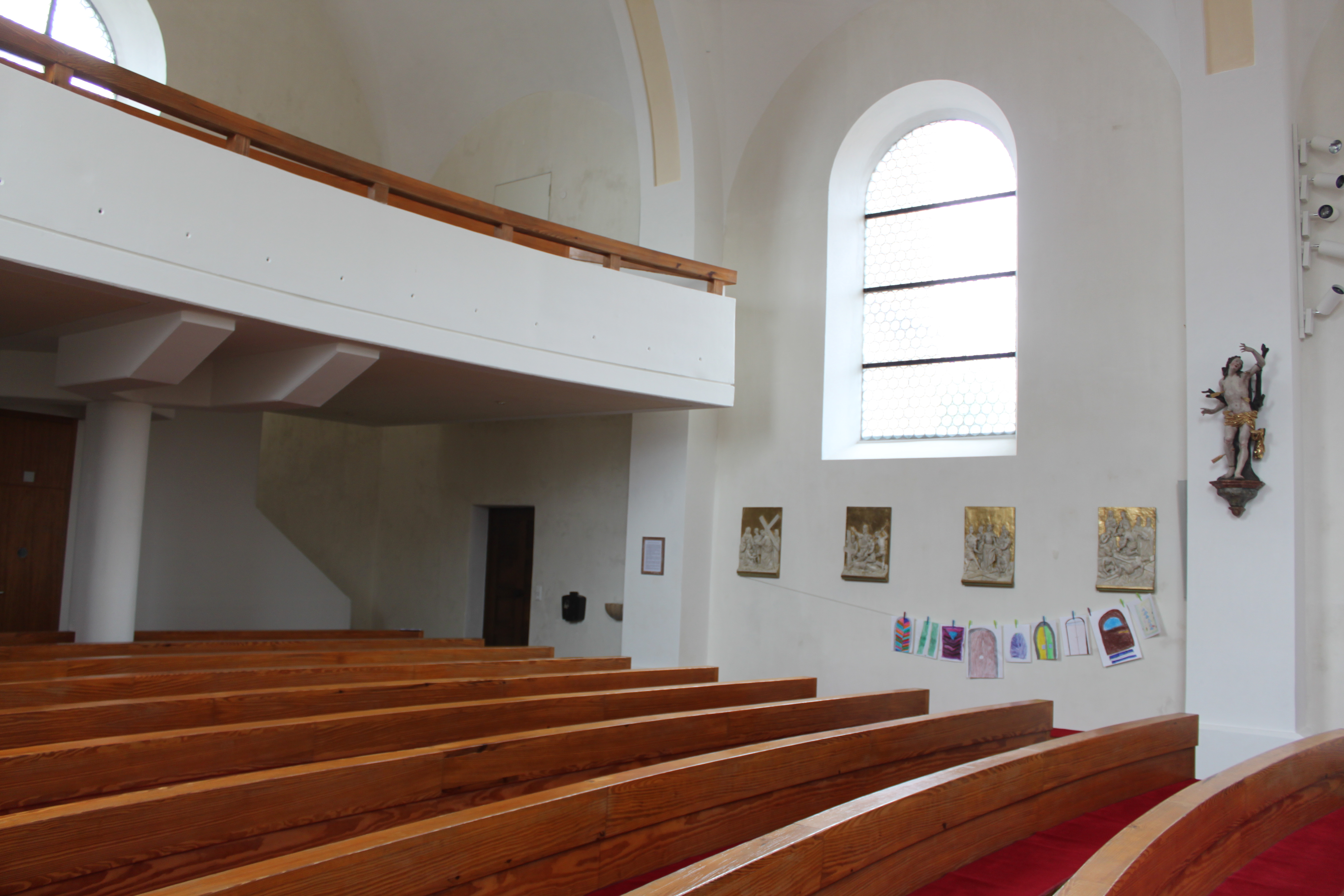
Die Kirchenbänke und die Empore schwingen mittig zurück

Das Langhaus und der Turm aus 1874/1876 zeigt sich mit unverputztem Konglomeratmauerwerk mit Strebepfeilern und Rundbogenfenstern und einem südseitigen Tympanonportal. Der dreigeschoßige Turm westlich an der Nordfront hat romanisierende gekuppelte Schallfenster und einen Giebelspitzhelm. Die geschindelte Westfront mit einem Giebel und Eckstrebepfeilern hat ein Kreisfenster. Der eingezogene, in Kern gotische, Chor mit einem Dreiseitschluss und einer gotischen Traufkehle hat barocke Rundbogenfenster. Nordseitig ist ein zweigeschoßiger Sakristeianbau, im Erdgeschoß im Kern gotisch.
Das vierjochige Langhaus mit Kreuzgratgewölben auf kräftigen durchgehenden Gurten. Im ersten Joch steht eine mächtig ausladende und einschwingende, auf einer Mittelsäule stehende, Empore der Moderne aus 1973/1974 von Heinz Tesar. Der Triumphbogen ist eingezogen. Der einjochige Chor mit einem ehemaligen Fünfachtelschluss hat ein gedrücktes Stichkappentonnengewölbe und einen Boden mit Rotmarmorplatten. Die Sakristei hat ein barockes Kreuzgratgewölbe und ein beschlagene Sakristeitüre.

## Ausstattung
Die Hauptfigur Martyrium des Stephanus und die Seitenfiguren Georg und Florian aus 1699/1701 vom Bildhauer Meinrad Guggenbichler des ehemaligen Altares sind beim Hochaltar mit einer freistehenden Mensa in einer modernen Gruppierung angeordnet. Der Tabernakel ist spätgotisch. Es gibt eine Kreuzigungsgruppe mit Kruzifix, Maria und Johannes Evangelist und Sebastian, Sitzfigur Leonhard auf Wolken, alle aus der Werkstatt oder Nachfolge von Meinrad Guggenbichler aus dem frühen 18. Jahrhundert. Das Triumphbogenkruzifix ist aus der 2. Hälfte des 18. Jahrhunderts. Die barockisierende Statue Maria mit Kind entstand um 1960/1970.
Der Taufstein mit polygonalen Balusterfuß aus Marmor zeigt die Jahresangabe 1642. Die Kreuzwegreliefs sind aus 1876. Der Sakristeischrank ist aus dem 3. Viertel des 17. Jahrhunderts.
Die Figurengruppe Verkündigung an Maria im Pfarrhof aus der Werkstatt Meinrad Guggenbichler aus dem Anfang des 18. Jahrhunderts befindet sich im Dommuseum Salzburg.